# Mallecolobus maullin
Mallecolobus maullin là một loài nhện trong họ Orsolobidae.
Loài này thuộc chi Mallecolobus. Mallecolobus maullin được Raymond Robert Forster & Norman I. Platnick miêu tả năm 1985.